# Guðni Th. Jóhannesson
Guðni Thorlacius Jóhannesson (Reykjavík, 1968. június 26. –) izlandi politikus, az ország 6. elnöke.

## Élete
Guðni 1987-ben végezte el a középiskolát Reykjavíkban, majd Angliában, a Warwicki Egyetemen szerzett alapdiplomát történelemből és politikatudományból 1991-ben. Ezután a Bonni Egyetemen németet, majd az Izlandi Egyetemen oroszt tanult, majd visszatért Angliába, ahol az Oxfordi Egyetemen mesterfokozatot szerzett történelemből. 2003-ban doktorált a Londoni Egyetemen.
Guðni elvált első feleségétől, Elín Haraldsdóttirtól. Ebből a házasságból született idősebbik lánya, Rut. Az oxfordi egyetemen ismerkedett meg jelenlegi feleségével, a kanadai Eliza Jean Reiddel. A házaspárnak négy gyermeke van: Duncan Tindur, Donald Gunnar, Sæþór Peter és Edda Margrét.